# Osteosema discata
Osteosema discata là một loài bướm đêm trong họ Geometridae.